# Bibio fulviventris
Bibio fulviventris är en tvåvingeart som beskrevs av Johann Wilhelm Meigen 1818. Bibio fulviventris ingår i släktet Bibio och familjen hårmyggor. Inga underarter finns listade i Catalogue of Life.